# Rimae Menelaus
Le Rimae Menelaus sono una struttura geologica della superficie della Luna.